# Jdi za svým srdcem
Jdi za svým srdcem (v anglickém originále Where the Heart Is) je americká filmová komedie z roku 2000. Režisérem filmu je Matt Williams. Hlavní role ve filmu ztvárnili Natalie Portman, Ashley Judd, Stockard Channing, Joan Cusack a James Frain.

## Obsazení
| Natalie Portman   | Novalee Nation     |
| Ashley Judd       | Lexie Coop         |
| Stockard Channing | Thelma Husband     |
| Joan Cusack       | Ruth Meyers        |
| James Frain       | Forney Hull        |
| Dylan Bruno       | Willy Jack Pickens |
| Keith David       | Moses Whitecotton  |
| Sally Fieldová    | Mama Lill          |